# Демиденко Микола Іванович
Микола Іванович Демиденко (1896 — 26 червня 1934, Москва, СРСР) — радянський військовий діяч, член ВКП(б), співробітник ВНК, помічник начальника, заступник начальника та начальник відділення Контррозвідувального відділу ДПУ — ОДПУ. Кавалер ордена Червоного Прапора (1924) — найвищої нагороди Союзу РСР.

## Біографія
Народився 1896 року. Служив у Червоній армії, взяв участь у громадянській війні на теренах України та півдні Росії. Був членом партії есерів, а 1918 року вступив до Російської комуністичної партії (більшовиків). При німцях перебував на підпільній роботі. У 1919 році був начальником районної міліції в Києві, інструктором-організатором мобілізаційної комісії Наркомату у військових справах України, слідчим і членом надзвичайного полкового ревтрибуналу Наркомвоєну України, слідчим ревтрибуналу 12-ї армії.
У вересні 1919 став відповідальним співробітником Особливих відділів ВНК, обійнявши в 10-й армії посаду заступника начальника особливого відділення дивізії, а потім — помічника начальника Особливого відділу. У 1920 році обіймав посади начальника активної частини та заступника начальника Особливого відділу Терської обласної ЧК, був уповноваженим Повноважного представництва ВНК на Кавказі та Особливого відділу Кавказького фронту. Того самого року, як такий, що не пройшов чистку, автоматично вибув з партії. У 1921 році став начальником агентури Особливого відділу Терської облЧК, начальником секретно-оперативної частини Особливого відділу 10-ї армії та особливого відділення 2-го кавалерійського корпусу. На Кавказ був посланий особисто Феліксом Дзержинським для посилення місцевих кадрів «по затриманню агентів і шпигунів Грузії та Антанти».
У вересні 1921 року переведений в Особливий відділ ВЧК. У травні 1922 року став помічником начальника 6-го (білогвардійського) відділення щойно заснованого Контррозвідувального відділу ДПУ-ОДПУ. За деякими оцінками, мав «яскравий комбінаційний розум, дар стратегічного планування».
Під керівництвом начальника відділення І. І. Сосновського взяв активну участь в операціях «Трест» і «Синдикат-2», затриманні есера Бориса Савінкова. Брав участь у проведенні оперативної гри, працював під прикриттям як «член московського комітету СЗБіС» та «господаря дачі» в Царицині, особисто зустрічав Савінкова під час переходу ним кордону, а потім вів слідство. Під час подальшої відповідальної роботи в контррозвідці був підвищений до заступника начальника, а потім і начальника відділення. У 1929 році знову вступив до партії. У 1930 став розробником операції з викрадення білого генерала Олександра Кутепова, у якій взяв особисту участь як «водій таксі», перекривши своєю червоною машиною вулицю в Парижі і приховавши те, що відбувається, від перехожих.
Помер 26 липня 1934 року в Москві через хворобу, своєю смертю, на відміну від багатьох своїх товаришів по ОДПУ. Похований на Ваганьківському кладовищі (ділянка 23, могила 61).

## Особисте життя
Був одружений, мав сина.

## Нагороди

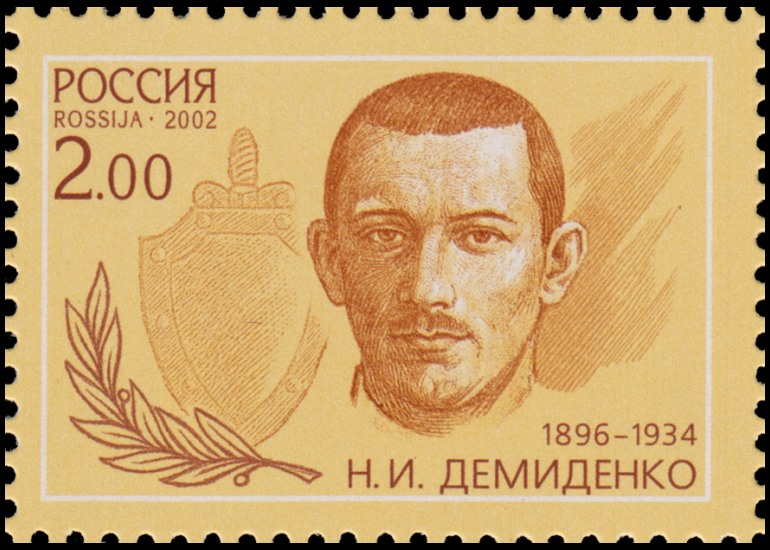
Поштова марка з Демиденком

- Орден Червоного Прапора (5 вересня 1924, постановою Президії Центрального виконавчого комітету Союзу РСР) — «за успішне завершення, наполегливу роботу і прояв повної відданості справі, у зв'язку з виконанням важких і складних завдань ОДПУ»[17][18][19]. Став одним із перших володарів цього ордена, щойно перезаснованого на союзному рівні[20].
- Почесний знак до 5-річчя ВНК-ДПУ (5 вересня 1924, постановою Колегії ОДПУ)[19][21].

## Пам'ять
Персонаж Демиденко фігурує в повісті «Відплата» письменника В. І. Ардаматського, опублікованої в 1968 року.
1981 року в радянському телефільмі «Синдикат-2» роль Демиденка зіграв актор Карліс Зушманіс.
2002 року «Пошта Росії» випустила шість поштових марок у серії «80-річчя утворення контррозвідувальних підрозділів. Видатні контррозвідники» з портретами А. Х. Артузова, Я. К. Ольського, С. В. Пузицького, В. А. Стирне, Г. С. Сироєжкіна, а також самого Демиденка.